# Sven Steup
Sven Steup (* 9. Oktober 1975 in Wuppertal) ist ein ehemaliger Fußballspieler und früherer Trainer der deutschen Rollhockey-Nationalmannschaft der Männer sowie des Rollhockey-Bundesligisten RSC Cronenberg.

## Karriere

### Fußball
Steups fußballerische Laufbahn begann beim Wuppertaler Stadtteilverein SSV Sudberg. Von 1994 bis 1999 spielte er schließlich für den Wuppertaler SV (WSV), in der Saison 1999/2000 in der 2. Mannschaft von Bayer 04 Leverkusen sowie ab dem Jahr 2000 bis Ende der Saison 2004 erneut für den WSV, jeweils im Mittelfeld. In der Saison 2003/04, als der WSV in der damaligen Regionalliga Nord vertreten war und als Viertplatzierter nur knapp den Aufstieg in die 2. Fußball-Bundesliga verpasste, absolvierte Steup zehn Pflichtspiele für den Verein. Dies war zugleich Steups erfolgreichste Saison als Fußballspieler. Anschließend wurde er vom SC Verl verpflichtet. Seine Karriere ließ er bis 2008 in Wuppertal beim FSV Vohwinkel ausklingen.

### Rollhockey
Der 1,89 m große Athlet hatte bereits in seiner Jugendzeit neben dem Fußballsport regelmäßig auf Rollschuhen den Hockeyschläger in die Hand genommen. Steup war bereits Konditions- und Assistenztrainer des RSC Cronenberg, als er zur Saison 2004/05 zum Cheftrainer des Rollhockey-Bundesligisten befördert wurde. Ihn führte er seit 2005 zu fünf nationalen Meisterschaften sowie drei Pokalsiegen. Zwischenzeitlich trainierte er auch die Dörper Cats genannten Damen des RSC und gewann mit diesen ebenfalls nationale Titel. Ende 2008 wurde er überraschend als Nachfolger des Holländers Johan van Diejen zum Trainer der Rollhockey-Nationalmannschaft berufen. Der Verband war durch seine nationalen Titel sowie die internationale Erfahrung in der Champions League auf Steup aufmerksam geworden. Im Juli trat die Nationalmannschaft unter seiner Leitung bei der Rollhockey-Weltmeisterschaft in Vigo (Spanien) an und belegte in der Vorrundengruppe D Platz drei hinter Italien und Frankreich vor England. Bei der Herren-Europameisterschaft in Wuppertal im Juni 2010 verfehlte er die angestrebte Medaille knapp mit einer 1:3-Niederlage nach Verlängerung und Penaltyschießen im Spiel um den dritten Platz gegen Frankreich.
Die erwähnten Erfolge fanden in der Stadt Anklang. 2010 beispielsweise wurde der Verein als Wuppertaler Verein des Jahres ausgezeichnet, im selben Jahr erhielt Steup die Auszeichnung Wuppertals Trainer des Jahres.